# Rechtsverwerking
Rechtsverwerking is een juridische theorie volgens welke een schuldeiser of schuldenaar zijn of haar (contractuele) rechten kan verspelen ('verwerken') door te handelen op een wijze die niet overeenstemt met de eventuele uitoefening van deze rechten.

## Nederlands recht
Rechtsverwerking wordt in Nederland gebaseerd op de beperkende werking van de redelijkheid en billijkheid (artikel 6:2 lid 2 Burgerlijk Wetboek). Volgens vaste rechtspraak vereist rechtsverwerking dat de gerechtigde zich heeft gedragen op een wijze die naar maatstaven van redelijkheid en billijkheid onverenigbaar is met het vervolgens geldend maken van zijn recht. Van een dergelijke onverenigbaarheid is volgens de Hoge Raad sprake in twee gevallen. Ten eerste, als bij de wederpartij het gerechtvaardigd vertrouwen is gewekt dat de gerechtigde zijn recht niet meer zal uitoefenen. Ten tweede, als de positie van de wederpartij onredelijk zou worden benadeeld of verzwaard in geval de gerechtigde zijn recht zou uitoefenen.

## Belgisch recht
In het Belgisch recht wordt de theorie van de rechtsverwerking niet aanvaard door het Hof van Cassatie. Desondanks heeft de leer van de rechtsverwerking veel aanhangers, in het bijzonder onder Vlaamse juristen.